# Mięsień ES6
Mięsień ES6 – mięsień występujący w prosomie skorpionów.
Wchodzi w skład mięśni endoszkieletu prosomy. Ma postać szerokiego, cienkiego, wypukłego arkusza. Jego początkowa część przyczepiona jest między przednimi a tylnymi wyrostkami grzbietowymi endosternitu, razem z ES7. Przebiega grzbietowo do grzbietowo-bocznie, z tyłu mięśnia ES8. Miejscem przyczepu części końcowej jest poprzeczna beleczka tkanki łącznej przedniej krawędzi pierwszego tergitu.
W 1885 roku E. R. Lankester i współpracownicy opisali tę strukturę jako część diafragmy.
Może nawiązywać do grzbietowego suspensora siódmego segmentu zagębowego.